# 5002 Marnix
5002 Marnix este o planetă minoră (asteroid), cu un diametru de 4,692 km, din centura de asteroizi. A fost descoperită pe 20 septembrie 1987 la Naționalna astronomiceska observatoria - Rojen⁠(d) de Eric Walter Elst și a fost numită după Filips van Marnix van Sint-Aldegonde⁠(d). 
Obiectul prezintă o orbită caracterizată de o semiaxă mare de 2,3273304 UAi, o excentricitate de 0,21, o înclinație de 1,59239 ° în raport cu ecliptica.